# Peter Englund
Peter Englund (ur. 4 kwietnia 1957 w Boden) – szwedzki pisarz, absolwent archeologii, filozofii i historii, z której doktoryzował się na Uniwersytecie w Uppsali. 

## Życiorys
Specjalizuje się w okresie świetności Szwecji w wieku XVII. Jego książki sprzedają się w Szwecji w dużych nakładach (ponad 200 tys. egzemplarzy) i są tłumaczone na wiele języków. W 2002 Peter Englund został członkiem Akademii Szwedzkiej. W latach 2009–2015 pełnił funkcję jej stałego sekretarza. 6 kwietnia 2018 ogłosił rezygnację z brania udziału w pracach i spotkaniach Akademii.

## Nagrody
- 2000 – Lotten von Kræmers pris (100 000 koron szwedzkich)[2]

## Twórczość
- 1988
  - Poltava ("Połtawa" 2003)
  - Det hotade huset
- 1989 Det hotade huset
- 1991 Förflutenhetens landskap
- 1993 Ofredsår
  - polskie tłumaczenie: "Lata wojen" 2003
- 1996 Brev från nollpunkten
  - polskie tłumaczenie: "Listy ze strefy zerowej" 2006
- 2000 Den oövervinnerlige
  - polskie tłumaczenie: "Niezwyciężony" 2004
- 2004 Tystnadens historia
- 2006 Silvermasken
  - polskie tłumaczenie: "Srebrna maska" 2009
- 2008 Stridens skönhet och sorg
  - polskie tłumaczenie: "Piękno i smutek wojny" 2011
- 2020 Söndagsvägen